# ماكوتو ناكاياما
ماكوتو ناكاياما (باليابانية: 中山 誠) (مواليد 18 يناير 1979)، هو لاعب كرة قدم سابق كان يلعب كمدافع.